# Гжибув-Дольни
Гжибув-Дольни (пол. Grzybów Dolny) — село в Польщі, у гміні Жихлін Кутновського повіту Лодзинського воєводства.
Населення — 95 осіб (2021).
У 1975-1998 роках село належало до Плоцького воєводства.

## Демографія
Демографічна структура станом на 2021 рік:
|          | Загалом | Допрацездатний вік | Працездатний вік | Постпрацездатний вік |
| -------- | ------- | ------------------ | ---------------- | -------------------- |
| Чоловіки | 51      | 6                  | 29               | 16                   |
| Жінки    | 44      | 6                  | 20               | 18                   |
| Разом    | 95      | 12                 | 49               | 34                   |